# Ekonomika Alžírska

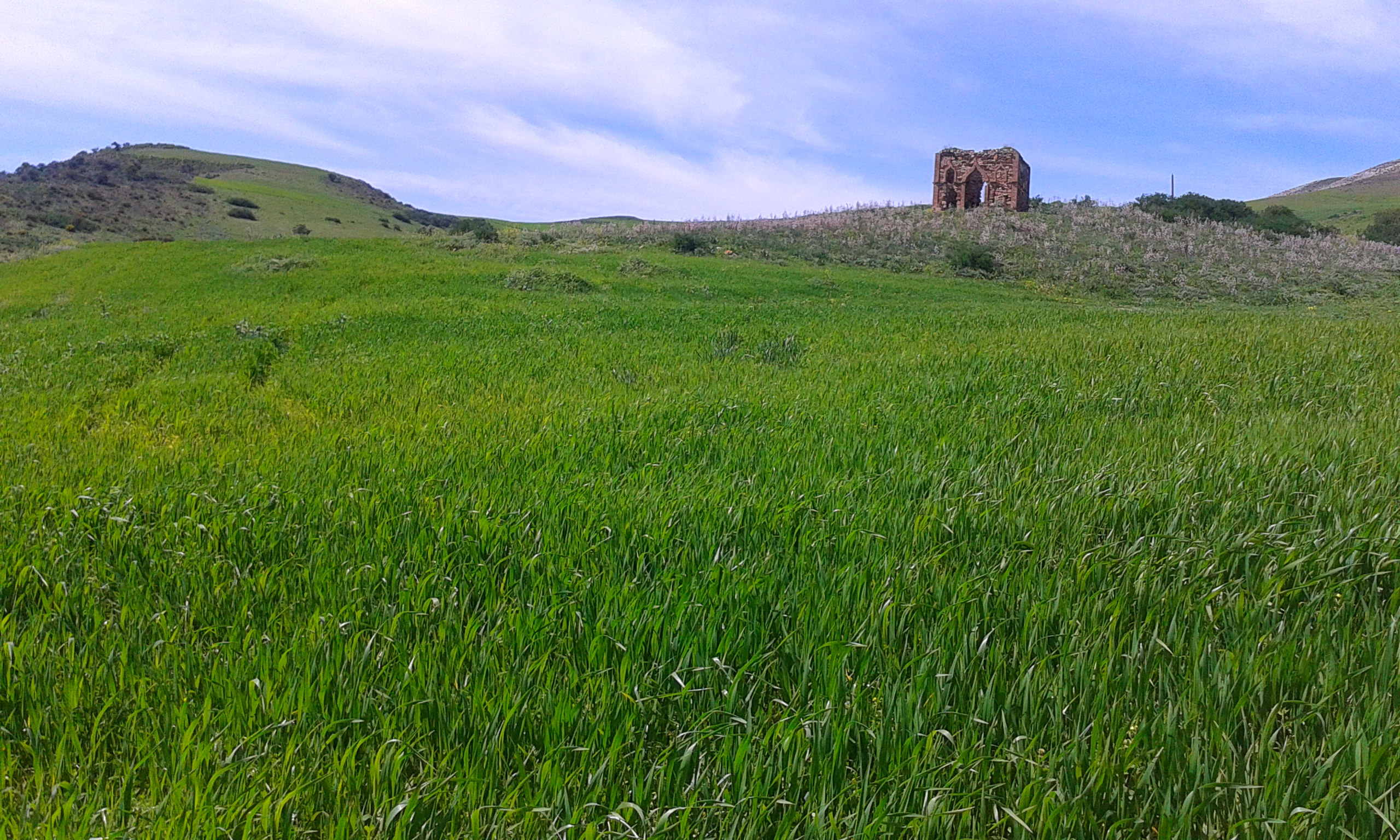
Pšeničná pole, Guelma, Alžírsko

Alžírská ekonomika v roce 2014 rostla 4 procenta, zrychlila růst z 2,8 procenta v roce 2013. Růst způsobil hlavně zotavující se ropný a plynový sektor. Předpověď na rok 2015 byla 3,9 procenta a na rok 2016 byla 4 procenta.
V roce 2012 ekonomika Alžírska rostla 2,5 procenta - trochu zrychlila z 2,4 procenta v roce 2011.
Bez uhlovodíků byl růst odhadován na 5,8% (zvýšení z 5,7% v roce 2011). Inflace se zvýšila na asi 8,9% (z 4,49% v roce 2011). Navzdor dobrému výkonu, díky modernizačním reformám, se rozpočtový deficit zvýšil na 3,3 procenta HDP v roce 2012 oproti 1,3 procenta v roce 2011 pro pokračující expanzní fiskální politiku, která začala v roce 2011 odpovídat silným sociálním požadavkům v oblasti kupní síly, pracovního trhu a bydlení. Ropný a plynárenský průmysl je hlavní zdroj příjmů země - tvoří asi 70 procent příjmů do rozpočtu. Zahraniční pozice země zůstala v roce 2012 pozitivní, obchodní přebytek byl asi 27,18 miliard USD.